# Ringwall Burggen

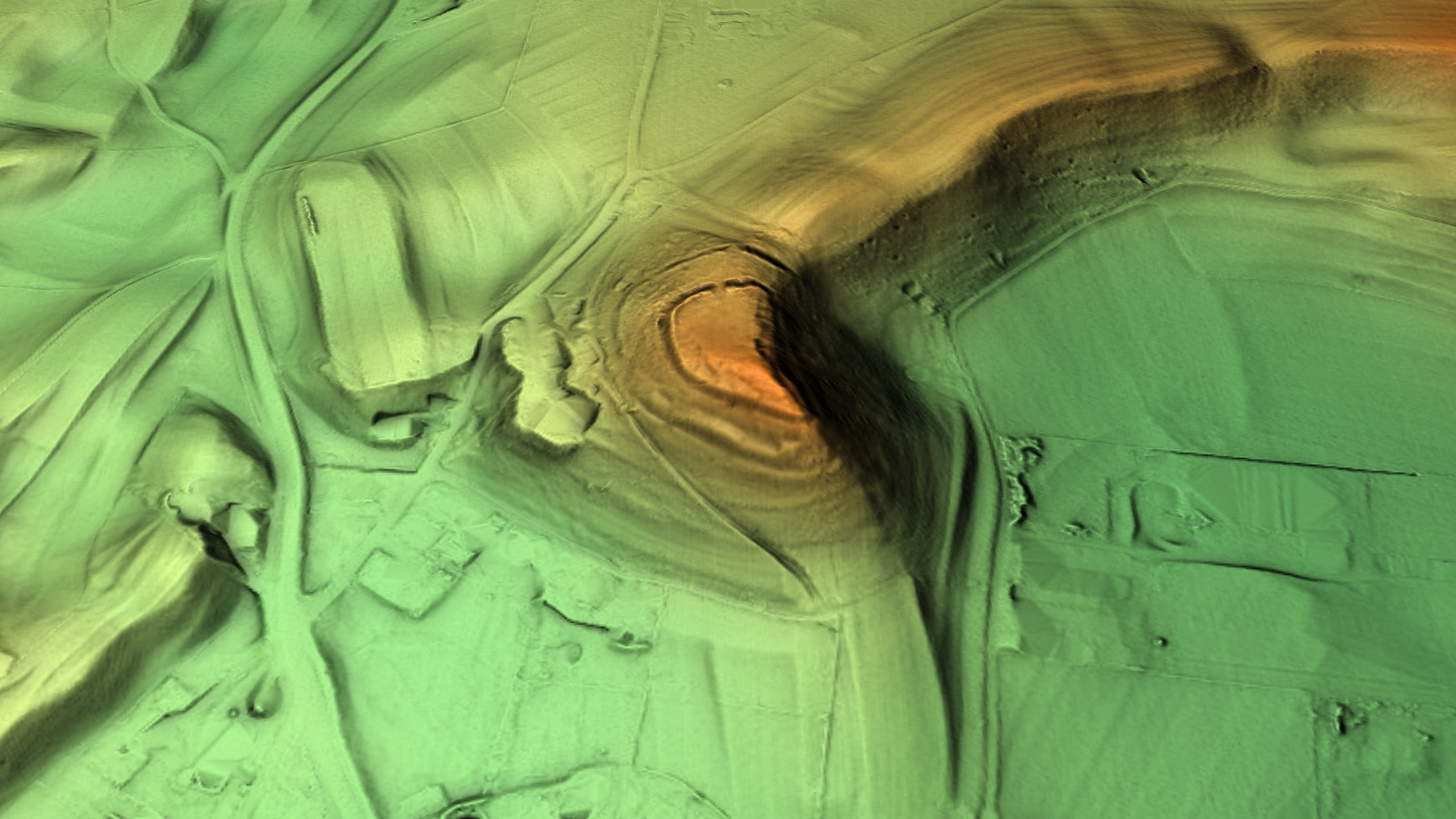
3D-Ansicht des digitalen Geländemodells

Der Ringwall Burggen ist eine abgegangene frühmittelalterliche Abschnittsbefestigung auf dem Burgberg im Flurbereich „Auf der Burg“ etwa 975 Meter nordnordöstlich der Kirche von Burggen im Landkreis Weilheim-Schongau in Bayern. Die Anlage wird als Bodendenkmal unter der Aktennummer D-1-8230-0006 im Bayernatlas als „Ringwall des frühen Mittelalters“ geführt. 
Von der Ringwallanlage mit zwei Wällen und Graben zur Nordseite sind noch Wall- und Grabenreste erhalten.